# イゴール・ミトライ

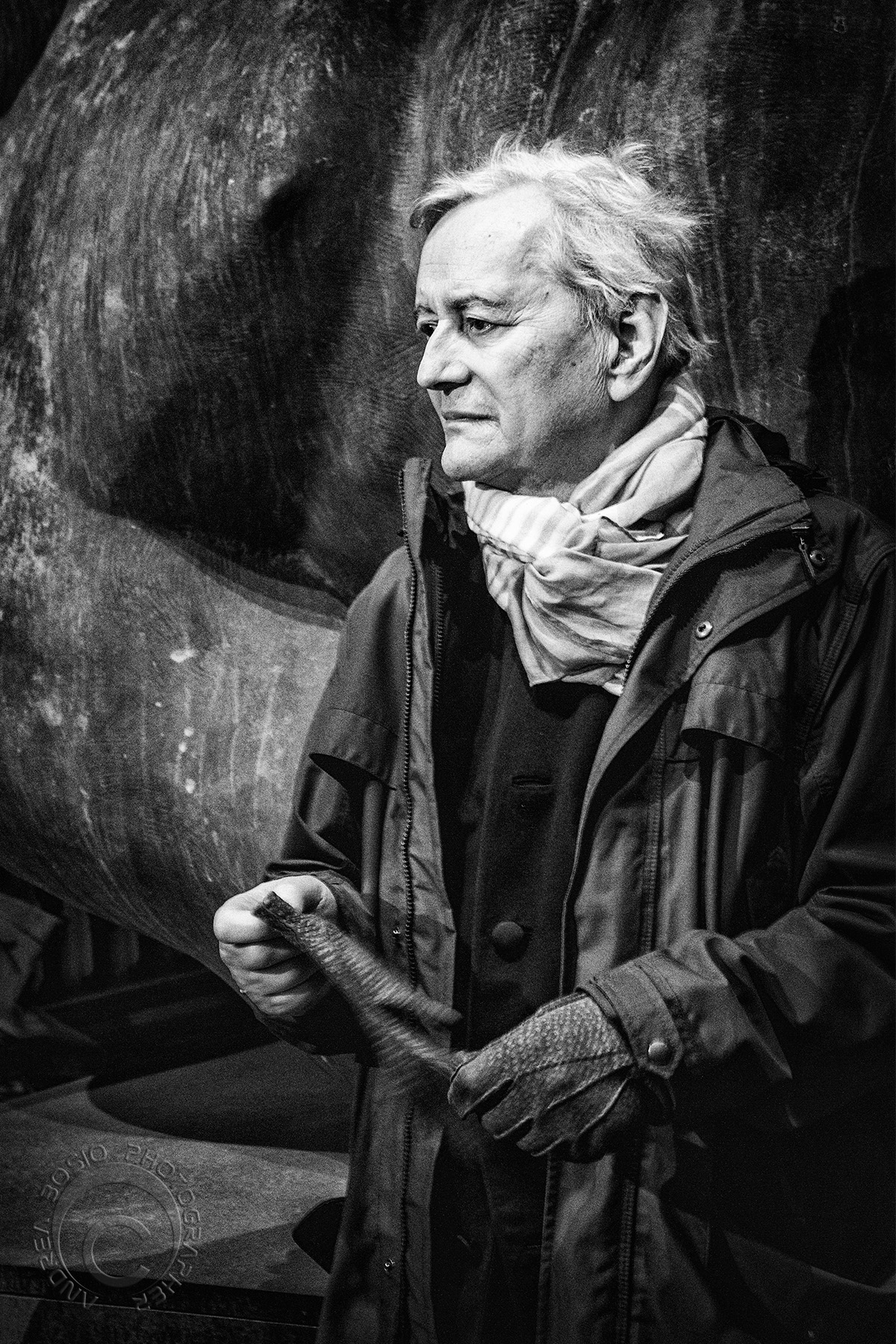
イゴール・ミトライ（2014年）

イゴール・ミトライ（Igor Mitoraj, 1944年3月26日 - 2014年10月6日）はポーランドの美術家（彫刻家、画家）。

## 経歴
ドイツのザクセン州エーデランで生まれた。クラクフ美術学校、そしてクラクフ美術アカデミー (Akademia Sztuk Pięknych im. Jana Matejki w Krakowie) ではタデウシュ・カントールの下で絵画を学んだ。卒業後さまざまな展覧会に出品し、1967年にはクラクフ歴史美術館で個展を開いた。
1968年、国立美術学校で勉強を続けるためにパリに移り、まもなくしてラテンアメリカの芸術・文化に魅了されはじめた。1年かけてメキシコを旅し、絵を描いた。この時の経験がミトライを彫刻に向かわせた。
1974年にパリに戻り、1976年、ギャルリー・ラ・ユンヌ (Gallery La Hune) で彫刻数点を含む個展を開いた。この成功で、彫刻を優先するように説得された。
イタリアのカッラーラを訪ね、まずテラコッタとブロンズで作品を作ってから、1979年に大理石をメインの素材とすることにし、1983年、ピエトラサンタにスタジオを構えた。2006年、ローマのサンタ・マリア・デリ・アンジェリ教会 (Santa Maria degli Angeli e dei Martiri) のバシリカの、新しいブロンズの扉と洗礼者ヨハネ像を制作した。2014年、パリのサン・ルイ病院にて没。
2005年、ポーランドの文化勲章 (Medal Zasłużony Kulturze Gloria Artis)、2012年にはポーランド復興勲章を受章した。

## スタイル
ミトライの彫刻のスタイルは古典的な伝統に根ざし、その関心はトルソー（胴体のみの彫像）に向けられている。しかしミトライは、彫刻の一部（四肢など）を大胆に切り取って、実際の古典彫刻がこうむっている損傷を強調するというポストモダン的ひねりを導入している。

## ギャラリー

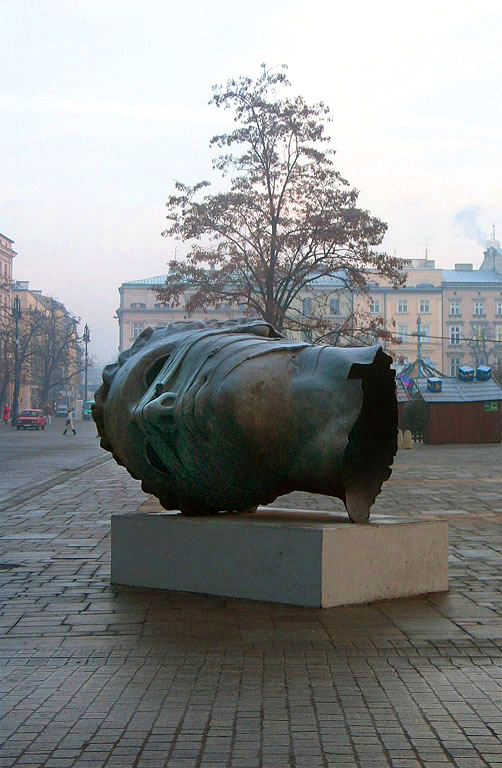
『Eros Bendato』（1999年、ブロンズ）2003年、クラクフでの展示
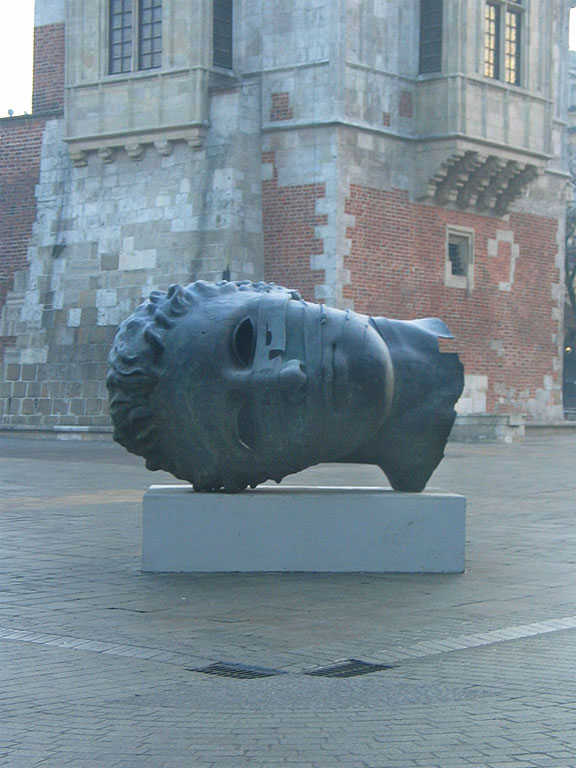
『Eros Bendato』（1999年、ブロンズ）2003年、クラクフでの展示
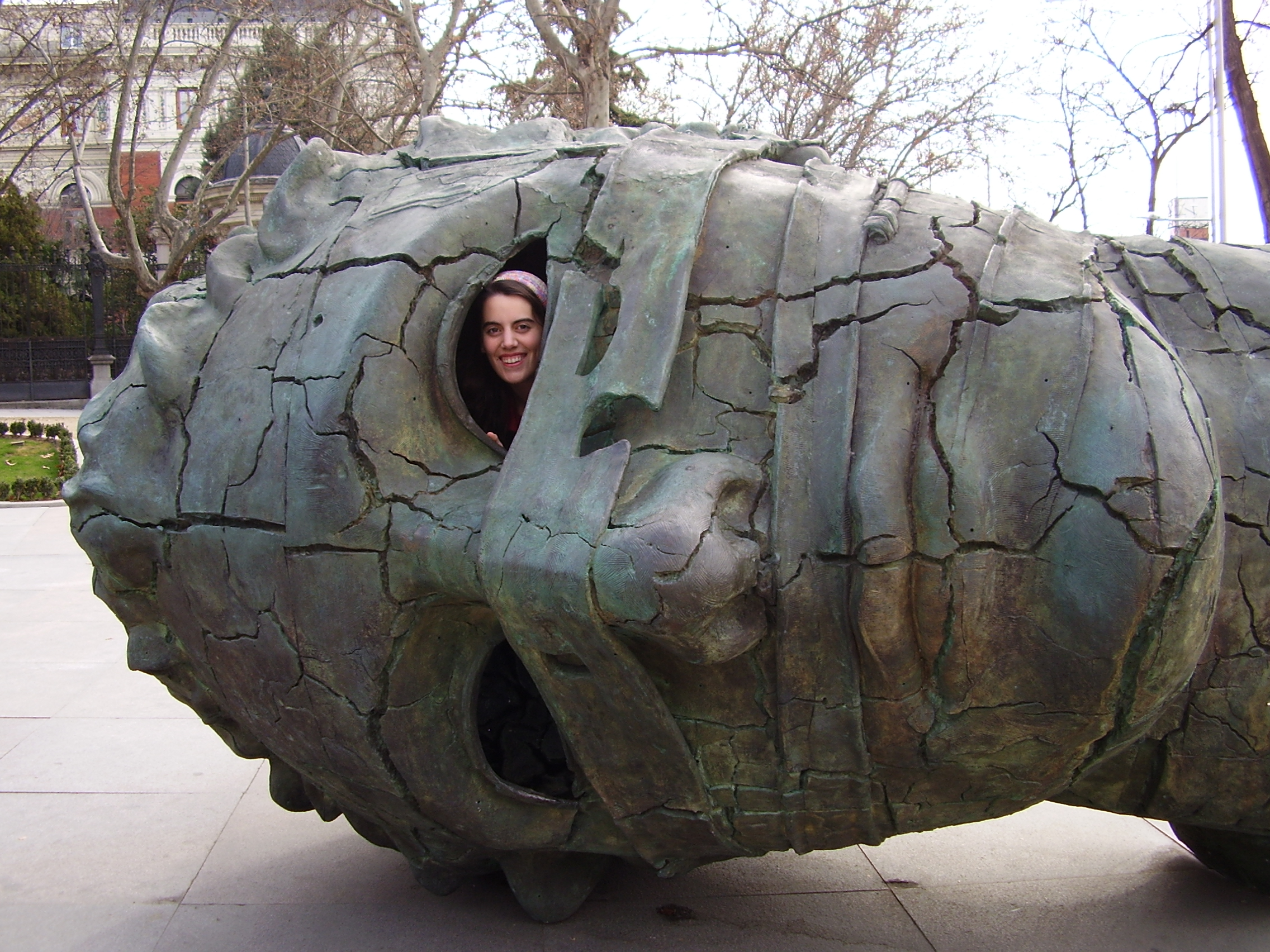
『Eros Bendato』2008年、マドリードでの展示。中に女性がいる。
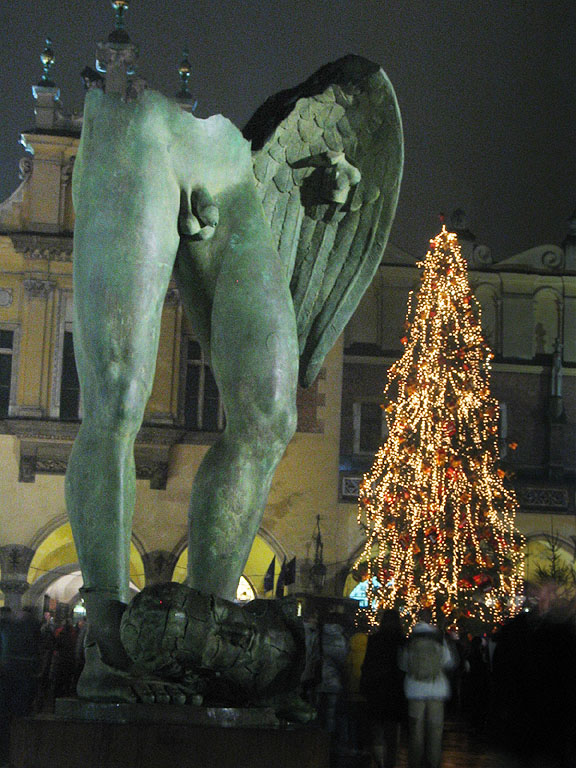
『Gambe Alate』（2002年）2003年、クラクフでの展示